# The Turn of the Screw
The Turn of the Screw (español: Otra vuelta de tuerca, La vuelta de tuerca, Vuelta de tuerca o La vuelta del torno) es una novela de terror de 1898 de Henry James que fue publicada inicialmente por entregas en Collier's Weekly (27 de enero - 16 de abril de 1898). En octubre de 1898, se recopiló en The Two Magics, publicado por Macmillan en la ciudad de Nueva York y Heinemann en Londres.
La novela sigue a una institutriz que, al cuidar a dos niños en una finca remota, se convence de que la zona está embrujada. The Turn of the Screw se considera una obra tanto de ficción gótica como de terror.
En el siglo siguiente a su publicación, el análisis crítico de la novela ha sufrido varias transformaciones importantes. Las revisiones iniciales la consideraron solo como una historia de fantasmas aterradora, pero, en la década de 1930, algunos críticos sugirieron que los elementos sobrenaturales eran producto de la imaginación de la institutriz. A principios de la década de 1970, la influencia del estructuralismo resultó en el reconocimiento de que la ambigüedad del texto era su característica clave. Los enfoques posteriores incorporaron el pensamiento marxista y feminista.
La novela se ha adaptado en numerosas ocasiones, incluida una obra de Broadway (1950), una ópera de cámara (1954), dos películas (en 1961 y 2020) y una miniserie (2020).

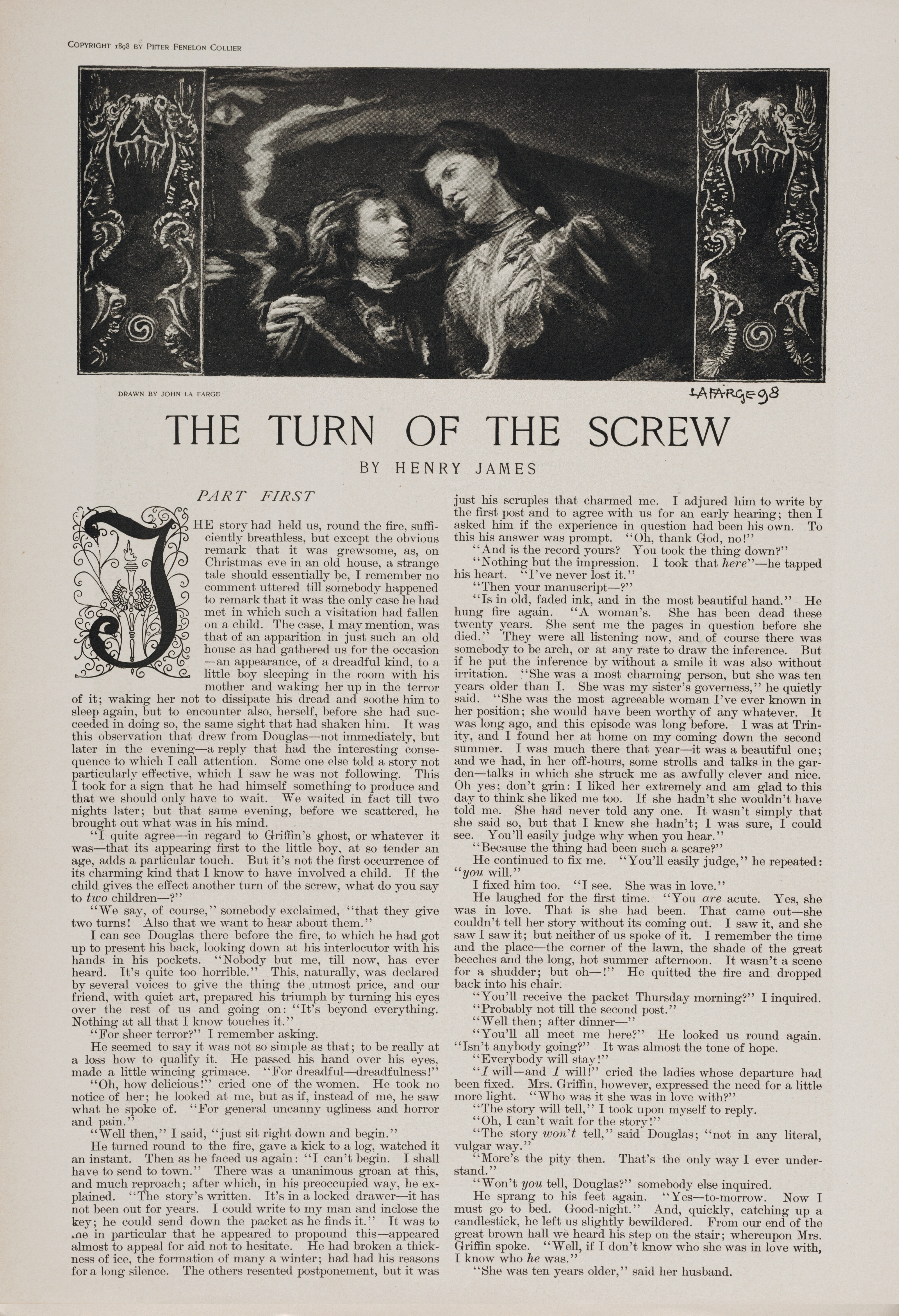
The Turn of the Screw, parte 1 publicada como serie en Collier's de enero a abril de 1898

## Argumento
En Nochebuena, un narrador anónimo y algunos de sus amigos se reúnen alrededor de un fuego. Uno de ellos, Douglas, lee un manuscrito escrito por la difunta institutriz de su hermana. El manuscrito cuenta la historia de que ella fue contratada por un hombre que se hizo responsable de su joven sobrina y sobrino tras la muerte de sus padres. Vive principalmente en Londres y tiene una casa de campo en Bly, Essex. El niño, Miles, asiste a un internado, mientras que su hermana menor, Flora, vive en Bly, donde la cuida la Sra. Grose, el ama de llaves. El tío de Flora, el nuevo empleador de la institutriz, no está interesado en criar a los niños y la deja a cargo por completo, declarando explícitamente que no debe molestarlo con comunicaciones de ningún tipo. La institutriz viaja a Bly y comienza sus funciones.
Miles regresa de la escuela para el verano justo después de que llega una carta del director, indicando que ha sido expulsado. Miles nunca habla del asunto, y la institutriz duda en plantear el tema. Ella teme que haya algún horrible secreto detrás de la expulsión, pero está demasiado encantada con el chico como para querer insistir en el tema. Poco después, por los terrenos de la finca, la institutriz comienza a ver las figuras de un hombre y una mujer a quienes no reconoce. Las figuras van y vienen a voluntad sin que otros miembros de la casa las vean ni las interpelen, y a la institutriz le parecen sobrenaturales. Ella aprende de la Sra. Grose que su predecesora, la señorita Jessel, y otro empleado, Peter Quint, habían tenido una relación cercana. Antes de su muerte, Jessel y Quint pasaban gran parte de su tiempo con Flora y Miles. La institutriz se convence de que los dos niños son conscientes de la presencia de los fantasmas.
Flora sale de la casa sin permiso,  mientras Miles toca música para la institutriz, quien nota su ausencia y va con la Sra. Grose en su búsqueda. La encuentran en la orilla de un lago cercano y la institutriz está convencida de que Flora ha estado hablando con el fantasma de la señorita Jessel. Cuando finalmente se enfrenta a Flora, la niña niega haber visto a la señorita Jessel y pide no volver a ver a la nueva institutriz. La Sra. Grose se lleva a Flora con su tío, dejando a la institutriz con Miles, quien esa noche finalmente le habla sobre su expulsión. El fantasma de Quint se le aparece a la institutriz en la ventana. La institutriz protege a Miles, que le dice que ya no está controlado por el fantasma, pero ella descubre que Miles ha muerto en sus brazos.

## Personajes
- Institutriz: la persona contratada para cuidar a los niños. Una joven soltera de veinte años, la hija menor de un clérigo pobre, que sale por primera vez de su casa familiar en el campo para entrevistarse en Londres aspirando al puesto de institutriz. Allí queda prendada del tío de los pequeños y quiere ganar su afecto teniendo éxito en su trabajo.
- Miles: un niño de diez años que ya se comporta como un excelente pequeño caballero. Fue expulsado del colegio porque contaba historias de terror a sus compañeros y, de ese modo, llegaron hasta los profesores.
- Flora: la hermana de Miles. Tiene ocho años y aún no va al colegio.
- Señorita Jessel: la fallecida institutriz que mantenía amistad con Flora. Al igual que su sucesora, era joven y bonita. Vivió en la mansión un turbio romance con Quint. Se marcha de vacaciones y muere en extrañas circunstancias, tal vez se suicidó embarazada.
- Quint: el fallecido hombre de confianza y ayudante personal del señor. Fue enviado al campo por presuntos problemas de salud, murió una noche al resbalar borracho en el hielo. Era un hombre apuesto, promiscuo y violento, el prototipo de rufián seductor de la época.
- Señora Grose: el ama de llaves de la casa, cómplice y amiga de la institutriz. Una señora de mediana edad, analfabeta y que teme perder su empleo si molesta al señor.
- Douglas: el hombre que recibió el manuscrito de la institutriz.[2]

## Género

### Ficción gótica

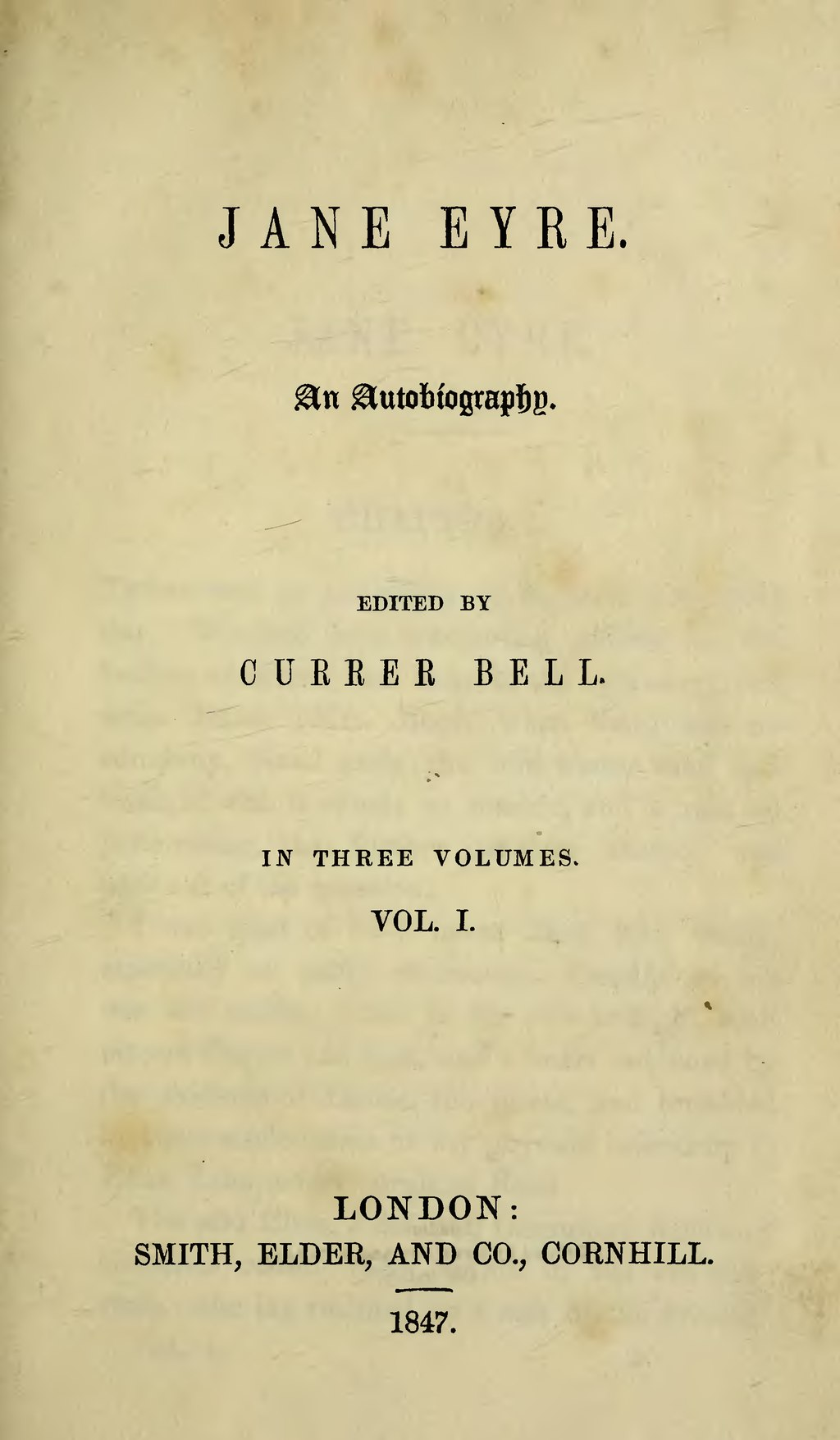
Otra vuelta de tuerca se menciona a menudo en relación con Jane Eyre y alude a la novela

Como pieza de ficción gótica, los críticos destacan la influencia de Jane Eyre (1847) de Charlotte Brontë en la novela. The Turn of the Screw toma prestado tanto de los temas de clase y género de Jane Eyre, como de su escenario de mediados del siglo XIX. La novela alude a Jane Eyre junto con una referencia explícita a la novela gótica de Ann Radcliffe Los misterios de Udolfo (1794), en la que la institutriz se pregunta si podría haber un pariente secreto escondido en el ático de Bly. Un crítico escribe que el único "evento definido" en la novela que no "pertenece" a la fantasía gótica es la expulsión de Miles de la escuela.
Aunque la influencia del gótico en la novela es clara, no se la puede caracterizar como tal. Los fantasmas de James difieren de los de los cuentos góticos tradicionales (aterradores, a menudo atados con cadenas) al aparecer como ellos mismos. De manera similar, la novela renuncia a los principales recursos asociados con las novelas góticas, como las digresiones, como en Frankenstein (1818) y Drácula (1897), y en su lugar relata una narración completa y continua.

### Historia de fantasmas y ficción de terror
Para la publicación de la historia en Collier's Weekly, James fue contratado para escribir una historia de fantasmas. Como resultado, algunos críticos lo han considerado en esa tradición. L. Andrew Cooper observó que Otra vuelta de tuerca podría ser el ejemplo más conocido de una historia de fantasmas que explota la ambigüedad de una narración en primera persona. Citando la referencia de James a la obra como su "horror diseñado", Donald P. Costello sugirió que el efecto de una escena determinada varía según quién represente la acción. En las escenas en las que la institutriz informa directamente sobre lo que ve, el efecto es de horror, pero en aquellas en las que simplemente comenta, el efecto es de "mistificación". En su encuesta de no ficción de 1983 sobre el género de terror, el autor Stephen King describió The Turn of the Screw y The Haunting of Hill House (1959) como las dos únicas grandes obras de terror sobrenaturales en un siglo. Argumentó que ambas contienen "secretos que es mejor no contar y cosas que es mejor no decir", y lo calificó como la base del género de terror. Gillian Flynn calificó la novela como una de las historias de fantasmas más escalofriantes jamás escritas.
Varios biógrafos han indicado que James estaba familiarizado con el espiritismo y que, como mínimo, lo consideraba un entretenimiento. Su hermano William fue un activo investigador de fenómenos sobrenaturales. La investigación científica en ese momento tenía curiosidad sobre la existencia de fantasmas, y en la descripción de James de Peter Quint y Miss Jessel, vestidos de negro con expresiones severas, estos se asemejan a los fantasmas que se encuentran en la literatura científica más que a los de las narrativas ficticias. El personaje de Douglas se describe a sí mismo como un estudiante del Trinity College, donde James sabía que ocurría la investigación sobre lo sobrenatural. Se desconoce si James creía en fantasmas.

## Antecedentes

### Contexto biográfico y composición
En la década de 1890, el número de lectores de James había disminuido desde el éxito de Daisy Miller (1878) y se veía enfrentado a problemas financieros. Su salud también había empeorado, con el avance de la gota, y varios de sus amigos cercanos habían muerto: su hermana y cronista Alice James, y los escritores Robert Louis Stevenson y Constance Fenimore Woolson. En una carta de octubre de 1895, James escribió: "Veo fantasmas por todas partes". En una entrada en su diario del 12 de enero de 1895, James cuenta una historia de fantasmas que le contó Edward White Benson, el arzobispo de Canterbury, mientras lo visitaba para tomar el té en su casa dos días antes. La historia tiene un parecido sorprendente con lo que finalmente se convertiría en Otra vuelta de tuerca, con sirvientes depravados que corrompen a niños pequeños antes y después de su muerte.
Hacia fines de 1897, James fue contratado para escribir una historia de fantasmas en doce partes para Collier's Weekly, una revista ilustrada. Habiendo recién firmado un contrato de arrendamiento de veintiún años por una casa en Rye, Sussex Oriental, James, agradecido por los ingresos adicionales, aceptó la oferta. Collier's Weekly le pagó US$ 900 (equivalente a a US$ 27.659 en 2019) por los derechos de serie. Un año antes, en 1897, The Chap-Book le pagó US$ 150 por los derechos de serie y libro de Lo que Maisie sabía.
A James le resultaba difícil escribir a mano, reservándoselo para sus diarios. Otra vuelta de tuerca se la dictó a su secretario, William MacAlpine, quien tomaba notas taquigráficas y regresaba con notas mecanografiadas al día siguiente. Al encontrar frustrante tal retraso, James compró una máquina de escribir Remington y dictó directamente a MacAlphine. En diciembre de 1897, James le escribió a su cuñada: "Por fin he terminado mi librito".

### Publicación y revisiones posteriores
The Turn of the Screw se publicó por primera vez en la revista Collier's Weekly, serializada en 12 entregas (27 de enero - 16 de abril de 1898). La ilustración del título de John La Farge muestra a la institutriz con su brazo alrededor de Miles. Las ilustraciones de los episodios fueron de Eric Pape.

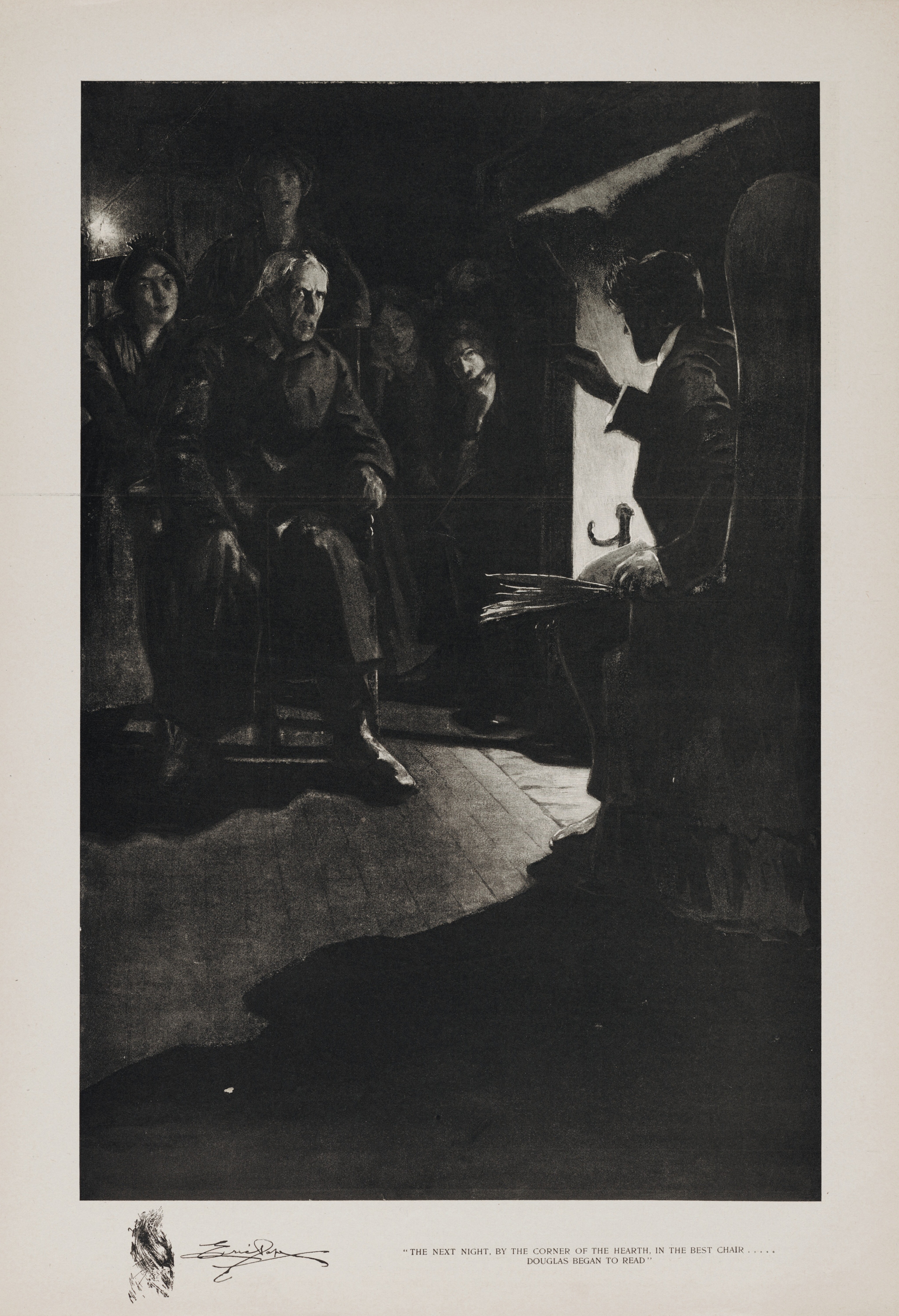
"La noche siguiente, junto a la esquina de la chimenea, en el mejor sillón... Douglas empezó a leer".
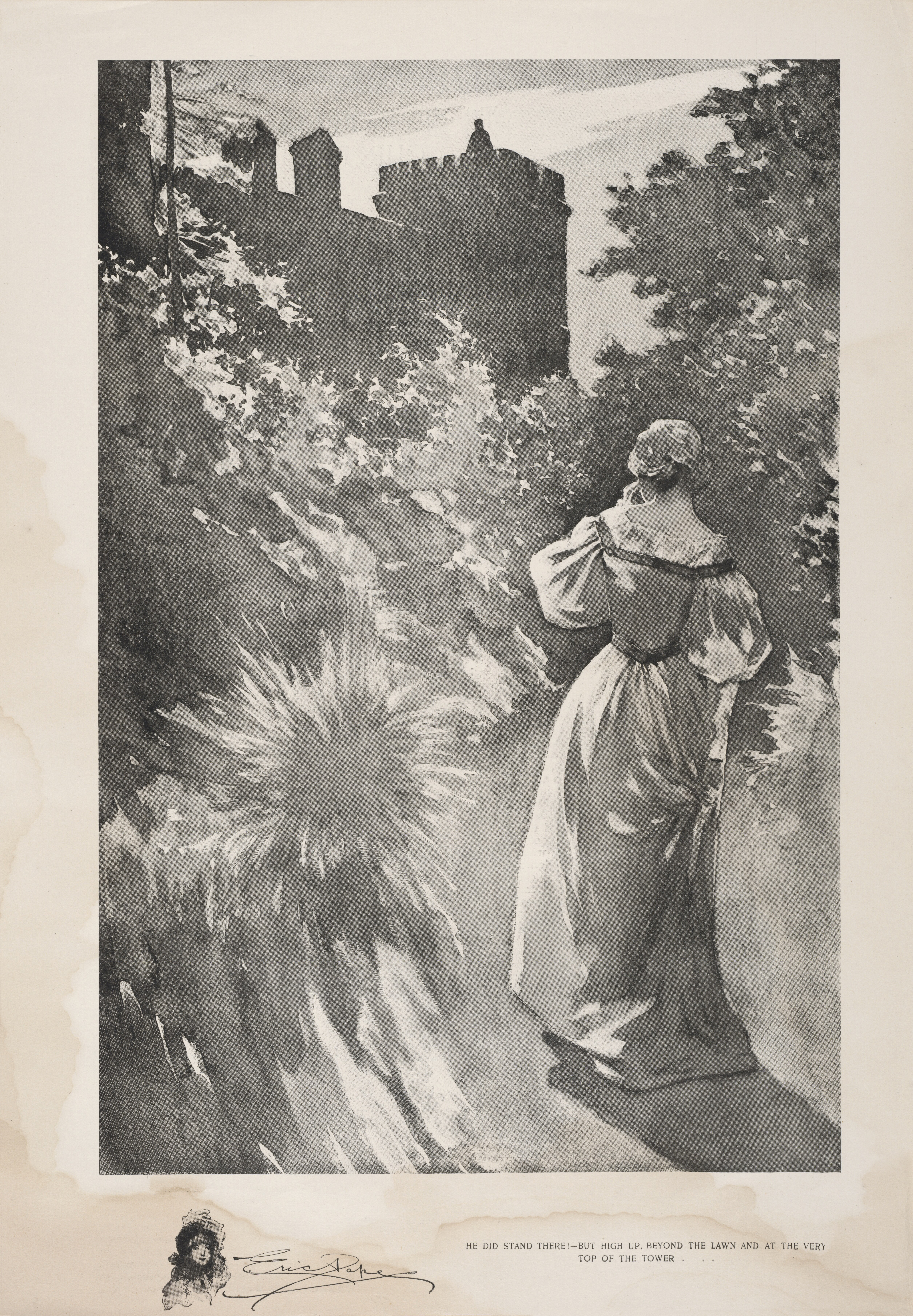
"¡Se paró allí! Pero en lo alto, más allá del césped y en lo más alto de la torre".
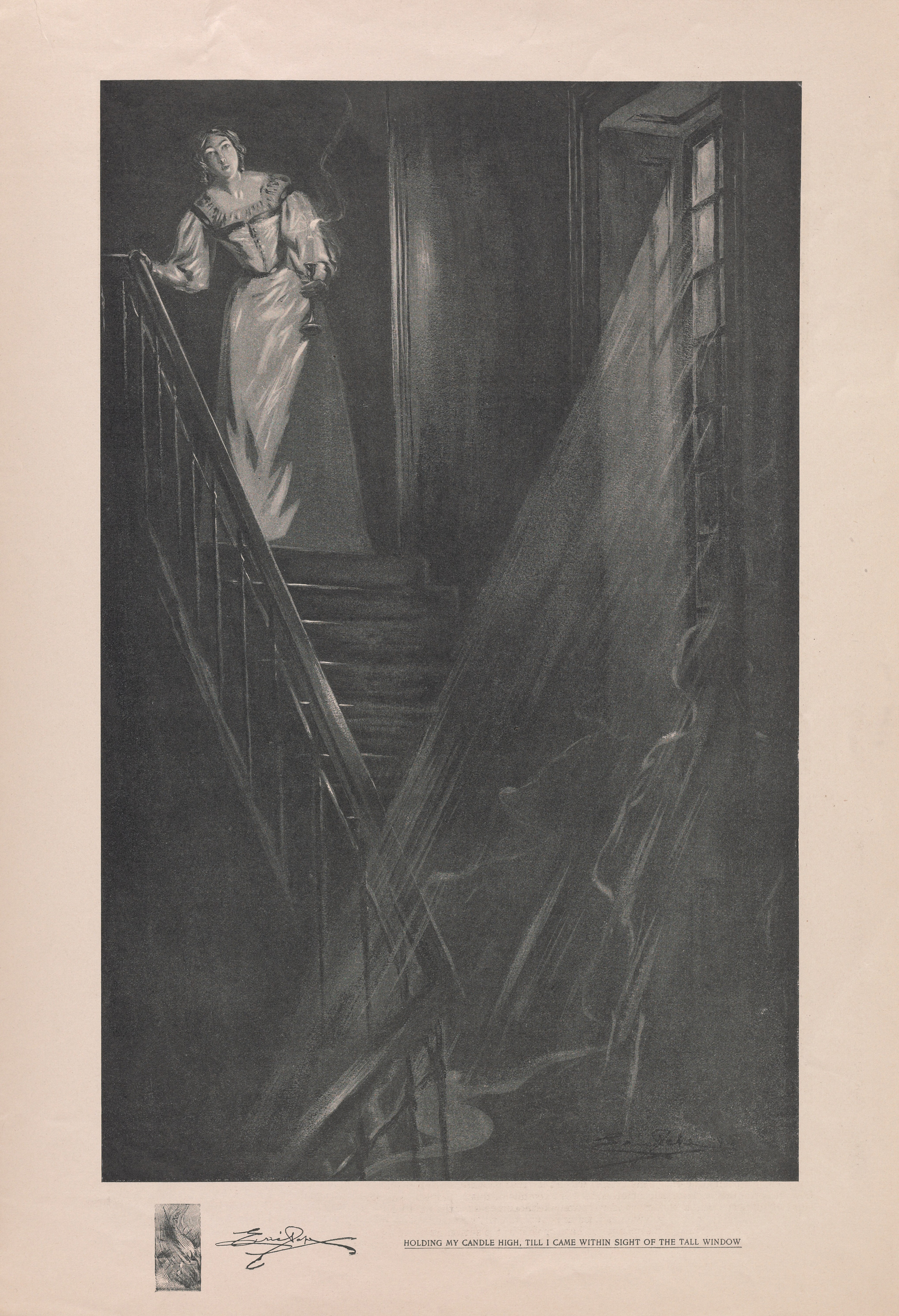
"Sosteniendo mi vela en alto, hasta que llegué a la vista de la ventana alta"
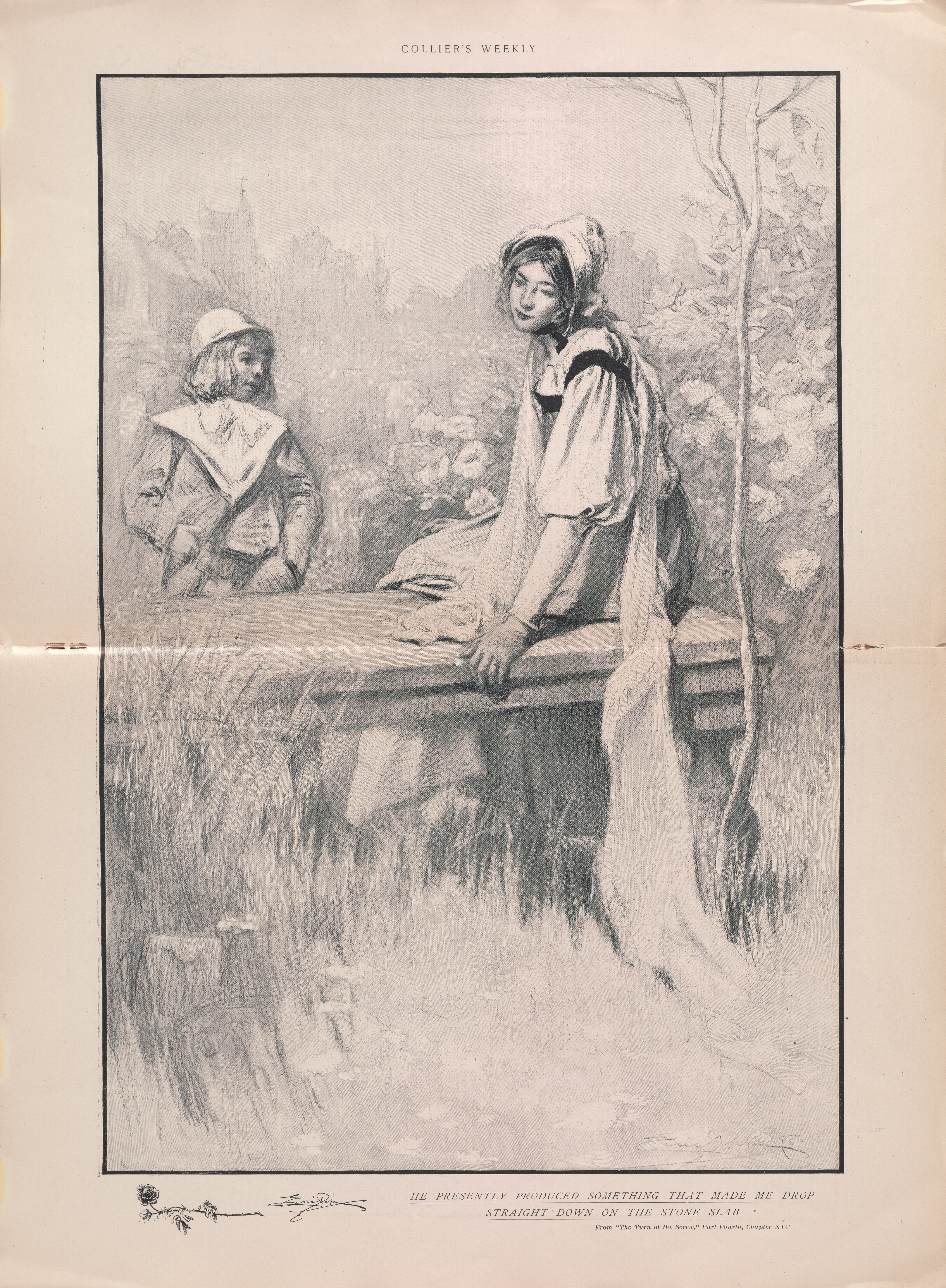
"Él produjo algo que me hizo caer directamente sobre la losa de piedra"
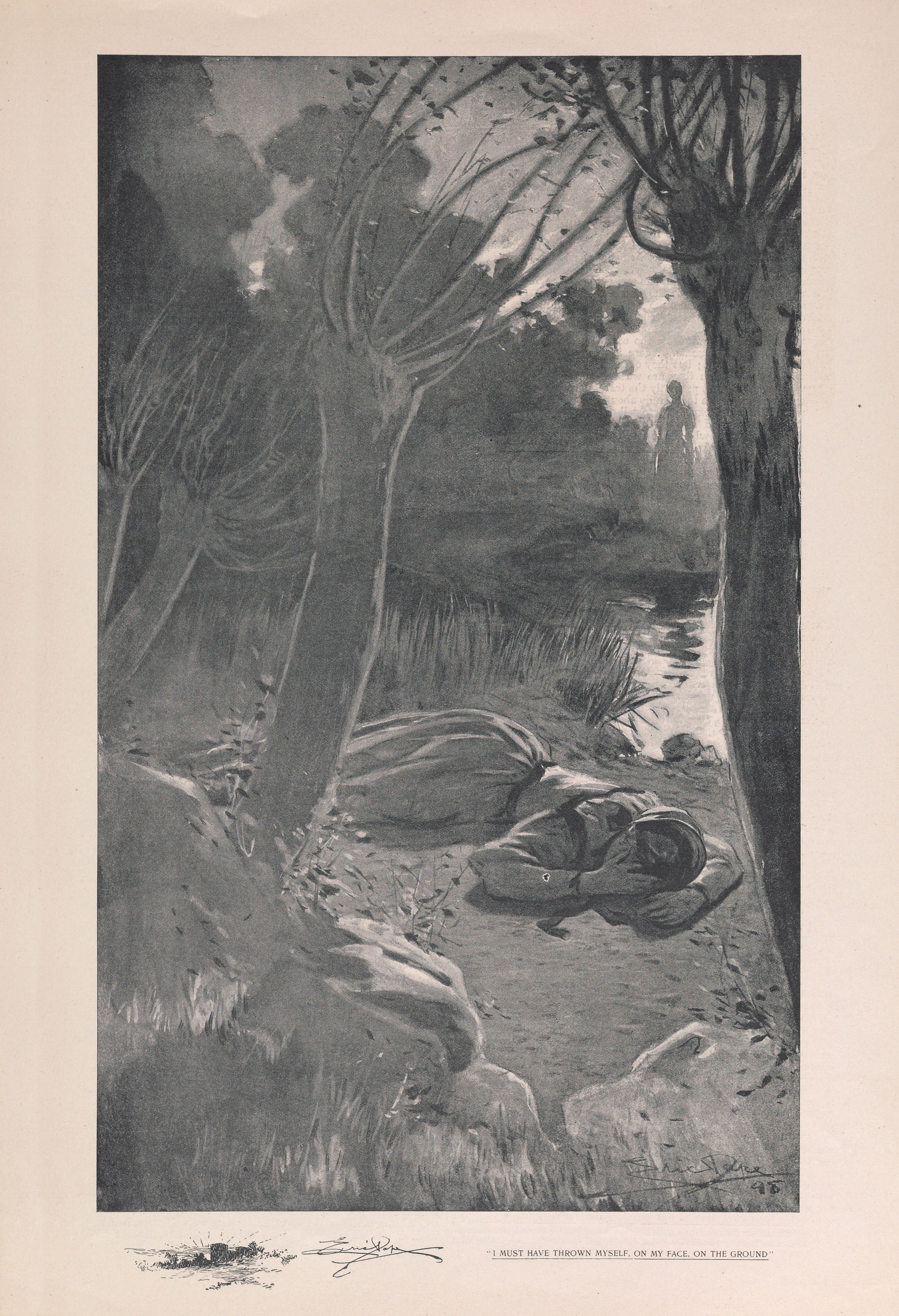
"Debo haberme tirado, de cara, al suelo"

En octubre de 1898, la novela apareció con el cuento "Covering End" en un volumen titulado The Two Magics, publicado por Macmillan en la ciudad de Nueva York y por Heinemann en Londres.
Diez años después de la publicación, James revisó la obra para la edición de Nueva York del texto, haciendo muchos cambios, pero la mayoría fueron menores. La narrativa no fue modificada. La contribución más importante de la New York Edition fue el relato retrospectivo de las influencias y la escritura de la novela que James dio en el prefacio. Indicó, por ejemplo, que estaba al tanto de la investigación sobre lo sobrenatural. James solo menciona brevemente el origen de la historia en una revista. En 2016, Kirsten MacLeod, citando la correspondencia privada de James, indicó que le disgustaba mucho el formato en serie.

## Recepción

### Críticas tempranas
"El horror de la historia proviene de la fuerza con que nos hace darnos cuenta del poder que posee nuestra mente para tales excursiones a la oscuridad. Cuando se hunden ciertas luces o se bajan ciertas barreras, los fantasmas de la mente, los deseos no rastreados, las insinuaciones indistintas, se ven como una gran compañía." Virginia Woolf The Supernatural in Fiction (1918)
Las primeras reseñas enfatizaron el poder de la novela para atemorizar, y la mayoría vio el cuento como una historia de fantasmas brillante, aunque simple. Según el erudito Terry Heller, la mayoría de los primeros críticos vieron la novela como una pieza formidable de ficción gótica.
Una de las primeras reseñas de la obra se publicó en The New York Times Saturday Review of Books and Art, afirmando que era digna de ser comparada con Strange Case of Dr Jekyll and Mr Hyde (1886) de Robert Louis Stevenson. El crítico la señaló como un estudio exitoso del mal, refiriéndose a la influencia de los fantasmas sobre los niños y la institutriz. El académico Terry Heller señala que los niños ocuparon un lugar destacado en las primeras críticas porque la novela violaba la presunción victoriana de la inocencia infantil.
Las concepciones del texto en las que los fantasmas son entidades reales a menudo se denominan "interpretación aparicionista", en consecuencia, un "no aparicionista" tiene la perspectiva opuesta. En un ensayo de 1918, Virginia Woolf escribió que Miss Jessel y Peter Quint no poseían "ni la sustancia ni la existencia independiente de los fantasmas". Woolf no sugirió que los fantasmas fueran alucinaciones, pero, de manera similar a otros críticos tempranos, dijo que representaban la creciente conciencia de la institutriz sobre el mal en el mundo. El poder de la historia, argumentó, estaba en obligar a los lectores a darse cuenta de los lugares oscuros que la ficción podría llevar a sus mentes.

### Interpretaciones psicoanalíticas
En 1934, el crítico literario Edmund Wilson postuló que los fantasmas eran alucinaciones de la institutriz, quien sugirió que estaba reprimida sexualmente. Como evidencia, Wilson señala sus antecedentes como hija de un párroco rural y sugiere que está enamorada de su empleador. Antes del artículo de Wilson, otra crítica, Edna Kenton, había escrito con un efecto similar, pero la fama de Wilson como crítico literario cambió por completo el discurso en torno a la novela. Wilson se basó en gran medida en los escritos de Kenton, pero empleó una terminología explícitamente freudiana. Señaló, por ejemplo,  que Quint fue visto por primera vez por la institutriz en una torre fálica. En 1965 se produjo una lectura detallada del texto del tamaño de un libro utilizando el análisis freudiano de Wilson como base, que caracterizó a la institutriz como cada vez más loca e histérica. Leon Edel, el biógrafo más influyente de James, escribió que no son los fantasmas los que persiguen a los niños, sino la institutriz.
Si bien muchos apoyaron la teoría de Wilson, no fue aceptada de forma unánime. Robert B. Heilman fue un destacado defensor de la interpretación aparicionista y vio la historia como una alegoría de Nathaniel Hawthorne sobre el bien y el mal, y los fantasmas como agentes activos a tal efecto. Los estudiosos que criticaron el ensayo de Wilson señalaron el relato positivo de Douglas sobre el carácter de la institutriz en el prólogo, mucho después de su muerte. Más importante aún, indicaron que la descripción del fantasma por parte de la institutriz permitió a la Sra. Grose identificarlo como Peter Quint antes de que la institutriz supiera que existía. El segundo punto llevó a Wilson a "retractarse de su tesis (temporalmente"), en una revisión posterior de su ensayo, argumentó que la señora Grose le había informado a la institutriz que había otro hombre en Bly.

#### Significado del título
Una interpretación del título de la novela ha sido aportada por Shoshana Felman. La vincula directamente con una escena en la que la institutriz observa a Flora construir un barco de madera tratando de atornillar un mástil en un casco, lo que la institutriz le impide hacer. Muchos críticos han visto una connotación explícitamente fálica en esta escena. Felman está de acuerdo y extiende esta interpretación al propio tornillo. Para ella, colocar el mástil o girar el tornillo no son solo símbolos fálicos, sino que también representan el dominio de la historia por parte del poco confiable narrador en primera persona, que trata de controlar todos los niveles de significado tanto como intenta controlar la vida de los niños. El giro del tornillo se convierte en el acto final, que finalmente conduce a la catástrofe que se manifiesta en la trama con la muerte de Miles, el único evento real que, sin duda, no es una alucinación. El abrazo con que la institutriz asfixia a Miles se convierte en un giro fatal del tornillo.

### Estructuralismo
En la década de 1970, los críticos comenzaron a aplicar la noción de lo fantástico del estructuralista Tzvetan Todorov a Otra vuelta de tuerca. Todorov enfatizó la importancia de la "vacilación" en las historias con elementos sobrenaturales, y los críticos encontraron una gran cantidad de ellas en la novela de James. Por ejemplo, la simpatía del lector puede dudar entre los niños o la institutriz, y el texto duda entre apoyar la existencia de los fantasmas y rechazarlos. Christine Brooke-Rose argumentó en un ensayo que la ambigüedad sobre la que se discutía con tanta frecuencia era una parte fundamental del texto que había sido ignorada. Desde la década de 1980 en adelante, los críticos se negaron cada vez más a hacer preguntas sobre los elementos diegéticos del texto, reconociendo en cambio que muchos elementos simplemente no se pueden conocer de manera definitiva.
El enfoque pasó de si los fantasmas eran reales a cómo James generó y luego mantuvo la ambigüedad del texto. Un estudio sobre las revisiones que James hizo a dos párrafos de la novela concluyó que James no buscaba la claridad, sino crear un texto que no pudiera interpretarse definitivamente en ninguna dirección.

### Enfoques marxistas y feministas
Después de que el debate sobre la realidad de los fantasmas se aquietara, los críticos literarios comenzaron a aplicar otros marcos teóricos a la novela. Los críticos marxistas argumentaron que el énfasis puesto por los académicos en el lenguaje de James distraía de las exploraciones del texto basadas en la clase. Algunos consideraban que el tío de los niños, que figuraba en gran medida solo en las interpretaciones psicoanalíticas como una obsesión de la institutriz, simbolizaba una clase alta egoísta. Heath Moon observa cómo abandonó a su sobrina, sobrino y su hogar ancestral para vivir en Londres como soltero. Se notó que el disgusto de la Sra. Grose por la relación entre Quint y la señorita Jessel era parte de una aversión victoriana por las relaciones entre diferentes clases sociales. La muerte de los padres de Miles y Flora en India se convirtió en un elemento fijo de las exploraciones poscoloniales del texto, dado el estatus de India como colonia británica durante la vida de James.
Las exploraciones de la institutriz se han convertido en un pilar de la escritura feminista sobre el texto. Priscilla Walton y Patricia N. Klingenberg señalaron que el relato de James sobre el origen de la historia menospreciaba la capacidad de las mujeres para contar historias y enmarcaron a The Turn of the Screw como una narración masculina. Otros ven a James bajo una luz más positiva. Paula Marantz Cohen compara positivamente el trato de James a la institutriz con los escritos de Sigmund Freud sobre una joven llamada Dora. Cohen compara la forma en que Freud transforma a Dora en un mero resumen de sus síntomas con la forma en que críticos como Edmund Wilson redujeron a la institutriz a un caso de represión sexual neurótica.

## Adaptaciones
Otra vuelta de tuerca ha sido objeto de una serie de adaptaciones y reelaboraciones en una variedad de medios. Muchos de estos han sido analizados en la literatura académica sobre Henry James y la cultura neovictoriana.

### Ópera, teatro y ballet
La novela fue adaptada a una ópera de Benjamin Britten, el libreto fue escrito por Myfanwy Piper y la primera representación tuvo lugar el 14 de septiembre de 1954 en el Teatro La Fenice de Venecia. La ópera ha sido filmada en múltiples ocasiones. La novela fue adaptada como partitura de ballet (1980) por Luigi Zaninelli, y por separado como ballet (1999) por Will Tuckett para el Royal Ballet. Harold Pinter dirigió The Innocents (1950), una obra de Broadway que fue una adaptación de Otra vuelta de tuerca. Una adaptación de Jeffrey Hatcher, con el título Otra vuelta de tuerca, se estrenó en Portland, Maine, en 1996 y se produjo off-Broadway en 1999. Otra adaptación del mismo título de Rebecca Lenkiewicz se presentó en una coproducción con Hammer en el Almeida Theatre de Londres en enero de 2013.

### Cine
Ha habido numerosas adaptaciones cinematográficas de la novela. La aclamada por la crítica The Innocents (1961), dirigida por Jack Clayton, y la precuela de Michael Winner The Nightcomers (1972) son dos ejemplos notables. Otras adaptaciones cinematográficas incluyen la adaptación homónima de Rusty Lemorande de 1992 (ambientada en la década de 1960), Eloy de la Iglesia dirigió Otra vuelta de tuerca, 1985), El celo (1999), dirigida por Atoni Aloy, y En un lugar oscuro (2006), dirigida por Donato Rotunno.. Influyó también a cineastas como Alejandro Amenábar (Los otros, 2001), y Carlos Enrique Taboada (El libro de piedra, 1969). En 2018, la directora Floria Sigismondi filmó una adaptación de la novela, titulada The Turning, en Kilruddery Estate en Irlanda.

### Televisión
Las películas para televisión han incluido un episodio de Matinee Theatre con guion de Michael Dyne (The Others, 1957), una adaptación de 1959 como parte de Ford Startime dirigida por John Frankenheimer, con guion de James Costigan y protagonizada por Ingrid Bergman , la alemana occidental Die sündigen Engel (El ángel pecador, 1962) de Ludwig Cremer, un episodio de Nouvelles d'Henry James dirigido por Raymond Rouleau (Le tour d'écrou, 1974), una adaptación de 1974 dirigida por Dan Curtis, adaptada por William F. Nolan ,, una miniserie mexicana dirigida por Dimitrio Sarrás (The Turn of the Screw, 1981), una adaptación de 1982 dirigida por Petr Weigl protagonizada principalmente por actores checos sincronizando los labios, una adaptación de 1990 dirigida por Graeme Clifford, The Haunting of Helen Walker (1995), dirigida por Tom McLoughlin, un capítulo de Nigthmare Classics (The Turn of the Screw, 1990),  una adaptación de 1999 dirigida por Ben Bolt, una versión de bajo presupuesto de 2003 escrita y dirigida por Nick Millard, la italiana Il mistero del lago (La dama del lago, 2009), y una película de Tim Fywell (The Turn of the Screw, 2009) para la BBC adaptada por Sandy Welch. También se estrenó una película brasileña llamada Através da Sombra (A través de la sombra, 2015), dirigida por Walter Lima Jr., fuertemente influenciada por el libro, solo cambiando los nombres y la ubicación de los personajes, ya que está ambientada en Brasil.

### Radio
En 1997, el programa de radioteatro Historias de Radio Nacional de España, debutó con una adaptación en seis episodios de Otra vuelta de tuerca protagonizada por Lourdes Guerras como la institutriz, Natalia García como la Sra. Grose, Blanca Gala como Flora, y Maribel Sánchez de Aro como Miles. La adaptación fue repuesta en 2002, en el quinto aniversario del programa.

## Legado

### Literatura
Las referencias literarias e influencias de Otra vuelta de tuerca identificadas por la erudita de James Adeline R. Tintner incluyen El jardín secreto (1911), de Frances Hodgson Burnett, Poor Girl (1951), de Elizabeth Taylor, The Peacock Spring (1975), de Rumer Godden, Ghost Story (1975) de Peter Straub, Los habitantes malditos de la casa Bly (1994) de Joyce Carol Oates, y Miles and Flora (1997), una secuela, de Hilary Bailey. Otras adaptaciones literarias identificadas por otros autores incluyen Affinity (1999), de Sarah Waters, Un fantasma celoso (2005), de AN Wilson, y Florence & Giles (2010), de John Harding. Las novelas para adultos jóvenes inspiradas en Otra vuelta de tuerca incluyen The Turning (2012) de Francine Prose y Tighter (2011) de Adele Griffin. La novela de Ruth Ware de 2019 The Turn of the Key sitúa la historia en el siglo XXI.

### Televisión
Otra vuelta de tuerca también ha influido en la televisión. Narciso Ibáñez Serrador en Historias para no dormir se basó, en parte, en la obra de James (El muñeco, 1966). En diciembre de 1968, el drama diurno de ABC Dark Shadows presentó una historia basada en The Turn of the Screw. En la historia, los fantasmas de Quentin Collins y Beth Chavez rondaban el ala oeste de Collinwood y poseían a los dos niños que vivían en la mansión. La historia condujo a una historia de un año de duración en el año 1897, cuando Barnabas Collins viajó en el tiempo para evitar la muerte de Quentin y detener la posesión. En los primeros episodios de Star Trek: Voyager (Cathexis, Curva de aprendizaje y Persistencia de la visión), se ve a la capitana Kathryn Janeway en la holocubierta interpretando escenas de la holonovela Janeway Lambda one, que parece estar basada en la novela. En 2020, Netflix adaptó la novela como The Haunting of Bly Manor para la segunda temporada de la serie de antología The Haunting de Mike Flanagan.